# ピアノソナタ第11番 (モーツァルト)
ピアノソナタ第11番 イ長調 K. 331 (300i) は、ヴォルフガング・アマデウス・モーツァルトが作曲したピアノソナタである。
第3楽章が有名な「トルコ行進曲」であるため、「トルコ行進曲付き」と呼ばれることが多い。またこの楽章だけが単独で演奏される機会もよくある。

## 概要
このピアノソナタが、いつごろ、またどこで作曲されたのかは判明していない。2024年現在最も有力な説は、1783年頃ウィーンあるいはザルツブルクで作曲されたとするものである。一方で1778年頃パリで作曲されたとする説もある。
この曲の最も著しい特徴として、一般の4楽章構成によるソナタ（急-緩-舞-急）の最初の楽章に相当する楽章を欠いている（緩-舞-急しかない）ことが挙げられる。ソナタ形式による楽章を含まない「ソナタ」は、もはや古典派ソナタの定義からはずれているが、時代が下るにつれてソナタ形式の欠如は珍しいことではなくなっていく。

## 曲の構成
- 第1楽章 主題と変奏：アンダンテ・グラツィオーソ（第5変奏ではアダージョ、第6変奏ではアレグレット）
イ長調（第3変奏ではイ短調）、8分の6拍子（第6変奏では4分の4拍子）、変奏曲形式。
お使いのブラウザーでは、音声再生がサポートされていません。音声ファイルをダウンロードをお試しください。
シチリアーナの主題と6つの変奏からなる。冒頭の主題から第4変奏までは8分の6拍子のアンダンテであるが、第5変奏は8分の6拍子のアダージョ、最終の第6変奏は軽快な4分の4拍子のアレグレットとなり、そのままのテンポで短いコーダを伴って締めくくる。

- 第2楽章 メヌエット - トリオ
イ長調 - ニ長調、4分の3拍子。

- 第3楽章 トルコ風ロンド：アレグレット
イ短調 - イ長調、4分の2拍子、ロンド形式（A→B→C→B→A→B'→コーダ、B'はオクターヴを分散して16分音符化した旋律）。
お使いのブラウザーでは、音声再生がサポートされていません。音声ファイルをダウンロードをお試しください。
有名な「トルコ行進曲」である。当時流行していたトルコ趣味を取り入れたものである。左手の伴奏がトルコの軍楽隊の打楽器の響きを模倣している。

## 自筆譜断片の発見
本作品の自筆譜は、第3楽章の第90小節以降が記された最後のページだけが現存し、それ以外は消失したと考えられていた。しかし2014年に、ハンガリー・ブダペストの国立セーチェーニ図書館にて、同図書館音楽部門主任のミクシ・バラージュが、第1楽章の第3変奏冒頭から第2楽章のトリオ第10小節までが記された4ページの手稿譜を発見した。紙の透かし模様や筆跡などがザルツブルクのモーツァルテウム財団モーツァルト図書館に保管されている既知の自筆譜と一致しており、鑑定の結果、モーツァルトの真筆であると認められた。発見された自筆譜は同年9月26日に同図書館で公開、同時にコチシュ・ゾルターンによって蘇演され、後に同図書館のウェブサイトで全体の写真を閲覧することができるようになった。これで、発見されていないのは、第1楽章冒頭と、第二楽章トリオ11小節目以降から終楽章冒頭から89小節までとなった。
この発見をきっかけに、本作品の研究が大きく進展することとなった。発見された自筆譜には、これまでの本文批評で基礎資料として用いられてきた初版譜（1784年、アルタリア）との相違が複数見られ、それが従来の解釈を覆すようなケースもあったため、批判校訂版の楽譜を専門に出版するヘンレ社を筆頭に、多くの出版社からこの自筆譜に基づく新版が出版されている。

## この曲が使用された作品など

### 第1楽章
- マックス・レーガーの管弦楽曲『モーツァルトの主題による変奏曲とフーガ』は、この楽章の主題を用いた変奏曲である。
- 冒頭が日立製作所の洗濯機の動作時メロディとして使用されている。
- 椎名林檎の楽曲「時が暴走する」の途中でこの楽章の一部が引用されている。
- アニメ『輪るピングドラム』第9駅のBGMとして使用された。
- 2016年7月期放映のドラマ『はじめまして、愛しています。』で主人公がピアノで演奏する。
- アドベンチャーゲーム「Steins;Gate Zero」の作中で重要なモチーフとして登場する。

### 第3楽章「トルコ行進曲」
- 殿さまキングスが1983年に「係長5時を過ぎれば」として歌詞をつけて歌った（作詞：大谷キヨコ、補作詞：さいとう大三、編曲：前田俊明）。
- メロディにテレビ番組『おかあさんといっしょ』のコーナー名、及び番組内で歌われている楽曲の歌詞を羅列した歌詞（替え歌）を載せた「おかあさんといっしょのトルコ行進曲」、「おかあさんといっしょのトルコ行進曲99'」、「おかあさんといっしょのトルコ行進曲2009」、「おかあさんといっしょのトルコ行進曲2017」がある。西暦年のついてないオリジナル版は1996年当時、それ以外はタイトルにつけられた西暦年当時の番組内容が歌われている。いずれのバージョンも作詞は井出隆夫が担当。
- 杉ちゃん&鉄平の2枚目のアルバム『マジカル・ミステリー・クラシック』には「琉球音階によるモーツァルト『ハイサイトルコ行進曲』」が収録されている。
- TM NETWORKの曲『Human System』（アルバム『humansystem』に収録）のイントロ・アウトロのメロディーに、この楽章の一部がアレンジされ引用されている。
- 書上奈朋子の曲『fantasma che vaga』（アルバム『BAROQUE』に収録）は、極端にアレンジされているが、トルコ行進曲である。
- シューティングゲーム「極上パロディウス 〜過去の栄光を求めて〜」のステージ5ボス戦にて、アレンジされたものが使用されている。
- アーケードゲーム『beatmania IIDX』に、Twin AmadeuSによってアレンジされた「alla turca con passione」が収録されている。
- アーケードゲーム『pop'n music』のクラシックのピアノ曲のメドレー楽曲であるジャンル名「クラシック4」に使われている。
- アーケードゲーム『jubeat』に泉陸奥彦によってアレンジされた「トルコ行進曲」が収録されている（「T.M. Orchestra」名義）。
- 由紀さおりと安田祥子の持ち歌である。スキャットで歌われる。1999年にブラームス作曲の「ハンガリー舞曲第5番」とのカップリングでシングルCDとして発売されたほか、複数のCDに収録されている。清水ミチコが由紀の物まねを始めたことでその曲を歌えるようになり、「日本名曲アルバム」にゲスト出演した安田とともにスキャットで歌った。
- イアン・ギランが在籍していたイギリスのポップバンド、エピソード・シックスがインストゥルメンタル曲「Mozart Versus The Rest」としてアレンジ。
- アルカーディ・ヴォロドスや、ファジル・サイといった有名な演奏者がアレンジしたトルコ行進曲を発表している。
- サンライズ制作のアニメ「クラシカロイド」の第17話で、この曲を大幅にアレンジした楽曲「みかんソンビマーチ ～トルコ行進曲より～」が使用されている。
- アーケードゲーム『crossbeats REV.』にRemix Ver.(編曲はYugo Ichikawa)が収録されている。また、iOSゲーム『CROSS×BEATS』には、この曲のShort Remixが収録されている。
- オワタPが初音ミクに自作の歌詞を歌わせた「トルコ行進曲 - オワタ＼(^o^)／」がある。
- オートコミュニケーションズ - フラット7のCMにオリジナル歌詞で使用されている。
- 嘉門達夫は本作に歌詞を付けた「修学旅行行進曲」（シングル『ネコ・ニャンニャンニャン』のカップリング曲）を発表している。